# Kanton Marange-Silvange
Kanton Marange-Silvange (fr. Canton de Marange-Silvange) byl francouzský kanton v departementu Moselle v regionu Lotrinsko. Tvořilo ho 12 obcí. Zrušen byl po reformě kantonů 2014.

## Obce kantonu
- Amanvillers
- Bronvaux
- Fèves
- Marange-Silvange
- Montois-la-Montagne
- Norroy-le-Veneur
- Pierrevillers
- Plesnois
- Roncourt
- Sainte-Marie-aux-Chênes
- Saint-Privat-la-Montagne
- Saulny